# Apel·lació

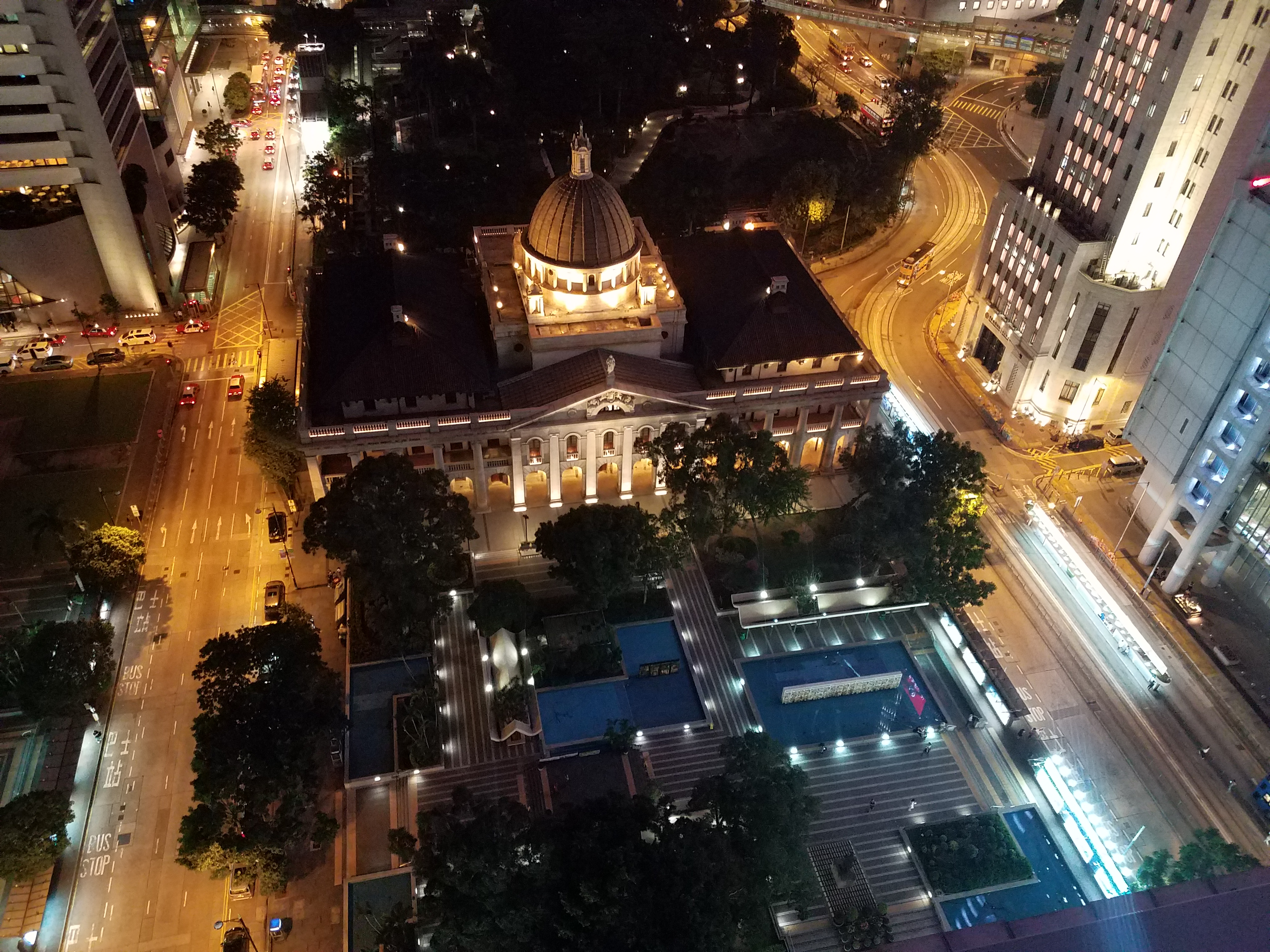
El Tribunal d'Apel·lació Final a Hong Kong és el més alt tribunal del país.

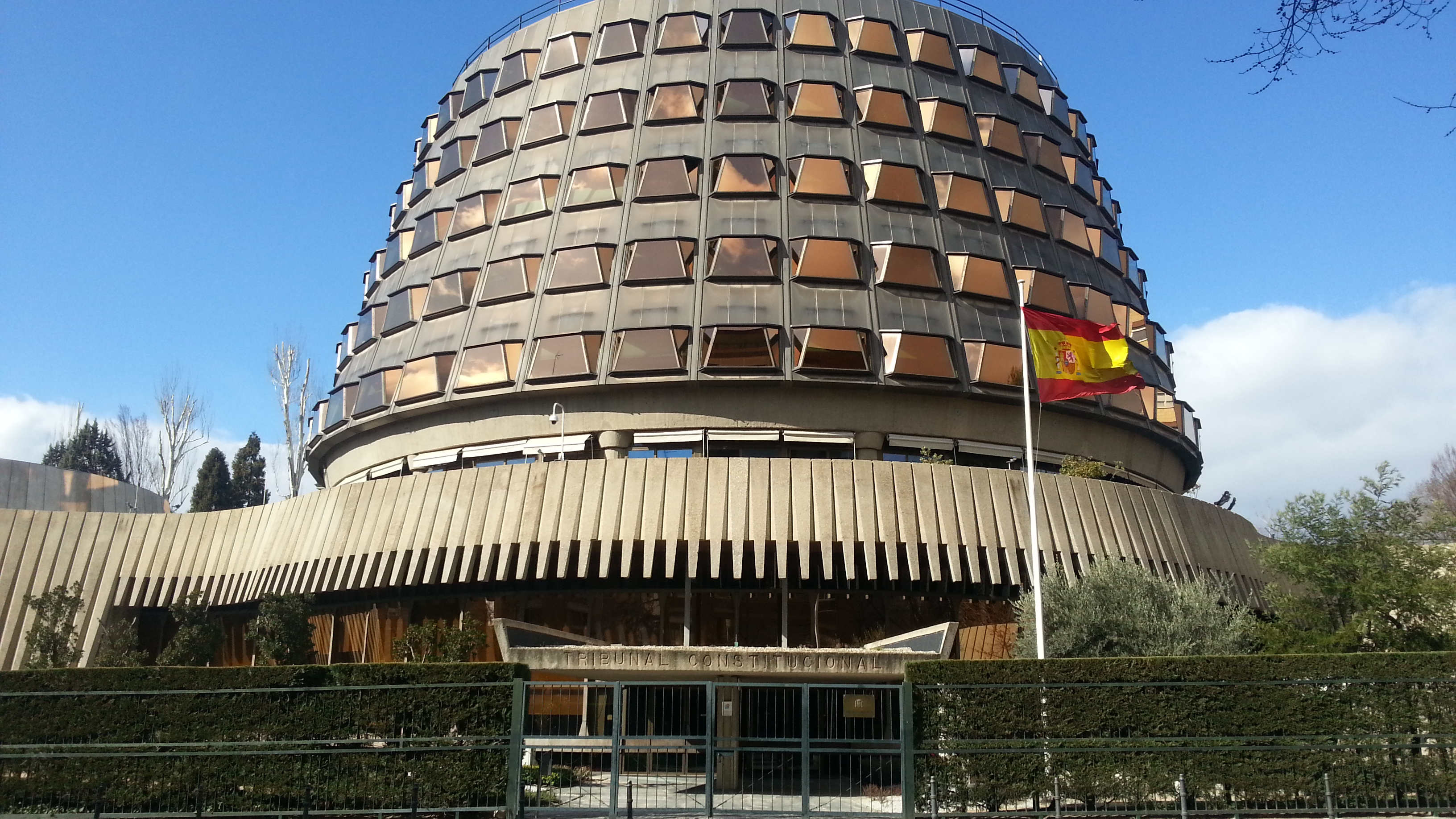
El Tribunal Constitucional d'Espanya (TC) és un òrgan col·legiat constitucional espanyol independent dels altres òrgans constitucionals. És l'intèrpret suprem de la Constitució espanyola de 1978 i només està sotmès a ella i a la Llei Orgànica del Tribunal Constitucional. Tot i que s'anomena «tribunal», no forma part del Poder Judicial. Pot declarar la inconstitucionalitat de les lleis o la de defensar les violacions dels drets fonamentals i les llibertats públiques reconegudes a la Constitució.

L'apel·lació és un recurs processal a través del qual se cerca que un tribunal superior esmeni conforme a Dret la resolució de l'inferior. Les apel·lacions funcionen tant com un procés de correcció d'errors com un procés d'aclariment i interpretació de la llei. Tot i que els tribunals d'apel·lació existeixen des de fa milers d'anys, els països de common law no van incorporar un dret afirmatiu d'apel·lació a la seva jurisprudència fins al segle xix.
Dins de l'ordre jurisdiccional existeixen diferents instàncies ordenades de forma jeràrquica. Això significa que la decisió d'un òrgan jurisdiccional pot ser revisada per un de superior. Quan un jutge o tribunal emet una resolució judicial, és possible que alguna de les parts implicades no estigui d'acord amb la decisió. En aquest cas, habitualment, la part pot fer ús de l'apel·lació, a través de la qual es recorre a un òrgan jurisdiccional superior perquè revisi l'acte judicial o la sentència i, si estima que té defectes, la corregeixi en conseqüència.
L'equivalent a l'ordre administratiu sol denominar-se recurs d'alçada, que és la forma en què se sol·licita al funcionari superior que revisi la decisió d'un subordinat i que es contraposi al recurs de reposició o reconsideració, que es dirigeixi al mateix funcionari que dictà la resolució.
Quan una sentència jurisdiccional no admet cap recurs, o ha finalitzat el termini de lliurament per a presentar-los-hi, es pot dir que hi ha sentència ferma.

## Història
Els tribunals d'apel·lació i altres sistemes de correcció d'errors existeixen des de fa molts mil·lennis. Durant la primera dinastia de Babilònia, Hammurabi i els seus governadors van servir com a tribunals d'apel·lació més alts del país. El dret romà antic reconeixia el dret d'apel·lació a les lleis Valeriana i Porciana des del 509 aC. Més tard es va emprar una complexa jerarquia de tribunals d'apel·lació, on algunes apel·lacions serien escoltades per l'⁣emperador. A més, els tribunals d'apel·lació existeixen al Japó almenys des del Shogunat de Kamakura (1185–1333 CE). Durant aquest temps, el Shogunat va establir hikitsuke, un alt tribunal d'apel·lació per ajudar l'estat en la resolució de les demandes.
Encara que alguns estudiosos argumenten que "el dret d'apel·lar és en si mateix un interès substantiu de llibertat", l'existència d'un dret a apel·lar és una realitat relativament recent a les jurisdiccions de common law. Els comentaristes han observat que les jurisdiccions de common law van ser especialment "lentes per incorporar el dret d'apel·lació a la seva jurisprudència civil o penal".
La idea d'una apel·lació de cort a cort (i no directament a la Corona) no existia als primers tribunals anglesos. Els tribunals anglesos de common law finalment van desenvolupar els escrits d'error i certiorari com a vies per a l'apel·lació, però ambdós tipus d'escrits estaven molt limitats en comparació amb les apel·lacions modernes en termes de disponibilitat, abast de revisió i recursos oferts. Per exemple, els escrits d'error originalment no estaven disponibles com a qüestió de dret i només es van emetre per recomanació del fiscal general, que inicialment era discrecional, però en els temps moderns s'atorgava regularment. El certiorari estava disponible originalment només per a delictes sumaris; a principis del segle XIX, el certiorari es va posar a disposició per a delictes acusats, però només per obtenir alleujament abans del judici. A causa de la insatisfacció generalitzada amb els escrits (que va resultar en la introducció d'almenys 28 projectes de llei separats al Parlament), Anglaterra va passar a les apel·lacions en casos civils el 1873, i en casos penals el 1907.

## Procediment
Encara que alguns tribunals permeten apel·lacions en les etapes preliminars del litigi, la majoria dels litigants apel·len les ordres i les sentències definitives dels tribunals inferiors. Una premissa fonamental de molts sistemes jurídics és que els tribunals d'apel·lació revisen les qüestions de dret de nou, però els tribunals d'apel·lació no duen a terme una investigació de fets independent. En lloc d'això, els tribunals d'apel·lació generalment deferiran al registre establert pel tribunal de primera instància, tret que s'hagi produït algun error durant el procés de determinació dels fets. Moltes jurisdiccions ofereixen un dret legal o constitucional als litigants d'apel·lar decisions adverses. Tanmateix, la majoria de les jurisdiccions també reconeixen que es pot renunciar a aquest dret. Als Estats Units, per exemple, els litigants poden renunciar al dret d'apel·lació, sempre que la renúncia sigui "considerada i intel·ligent".
El procés d'apel·lació sol començar quan un tribunal d'apel·lació concedeix la petició de revisió d'una part o la petició de certiorari. A diferència dels judicis, que moltes jurisdiccions de dret comú solen realitzar amb un jurat, les apel·lacions generalment es presenten a un jutge o un panell de jutges. Abans d'escoltar l'al·legació oral, les parts presentaran, en general, escrits legals en els quals les parts exposen extensament els seus arguments per escrit. Els tribunals d'apel·lació també poden concedir permís a un amicus curiae per presentar un escrit en suport d'una part o posició en particular. Després de presentar els escrits, les parts sovint tenen l'oportunitat de presentar un argument oral davant d'un jutge o panel de jutges. Durant els arguments orals, els jutges solen fer preguntes als advocats per desafiar els seus arguments o per avançar les seves pròpies teories jurídiques. Després de deliberar en sala, els tribunals d'apel·lació emeten dictàmens formals escrits que resolen les qüestions legals presentades per a la seva revisió.

### Al dret espanyol
El recurs d'apel·lació s'interposarà davant del tribunal que hagi dictat la resolució que s'impugni dins el termini de vint dies comptadors des de l'endemà de la notificació d'aquella.(art. 458.1 LEC 1/2000).
En el recurs es formularan les al·legacions en què es fonamenta la impugnació, tant defectes fàctics com jurídics, inclosa la infracció de normes o garanties processals quan prèviament s'hagués formulat protesta havent-hi ocasió (art. 459 LEC). Se'n podrà formular prova sempre que es compleixin les condicions que estableix l'art. 460 LEC. Serà necessari constituir dipòsit per recórrer (Disposició Addicional 15). ª Llei Orgànica del Poder Judicial).
El recurs d'apel·lació l'admet el lletrat de l'Administració de justícia quan es compleixen els pressupostos per fer-ho. D'entendre que no és així, si s'escau després d'intentar l'esmena, donarà compte al titular de la potestat jurisdiccional perquè decideixi sobre la seva admissió, en forma de provisió si admet o d'interlocutòria si no admet, en aquest últim cas recurrible mitjançant recurs de queixa (art. 457.4 LEC).
Un cop admès el recurs se'n traslladarà a la part recorreguda, qui podrà presentar oposició al recurs i, de tenir gravamen, impugnació, denominada apel·lació posterior (art. 461 LEC). Aquesta apel·lació posterior no està limitada materialment pel recurs inicial de la contrapart, però sí que ho estarà pel mateix recurs que s'hagués pogut haver interposat per la mateixa part. Si s'interposa l'apel·lació posterior, s'ha de traslladar al mateix temps a la recurrent inicial perquè es pugui oposar.
Un cop finalitzat el tràmit d'interposició es remetran les interlocutòries a l'òrgan superior competent funcionalment per conèixer (generalment Audiència Provincial). I les parts seran emplaçades per personar-se dins el termini de trenta dies amb advertiment que, si no es persona el recurrent, suposarà desistiment del recurs (art. 463.1 LEC).
En cas que s'hagi proposat, l'òrgan superior decidirà sobre l'admissió. I si s'admet i cal assenyalar dia i hora per a la vista als efectes de la pràctica de la prova.
La forma de sentència o interlocutòria de la decisió per l'òrgan superior serà la mateixa a la forma de la resolució impugnada (art. 465 LEC).

## Corts d'apel·lació

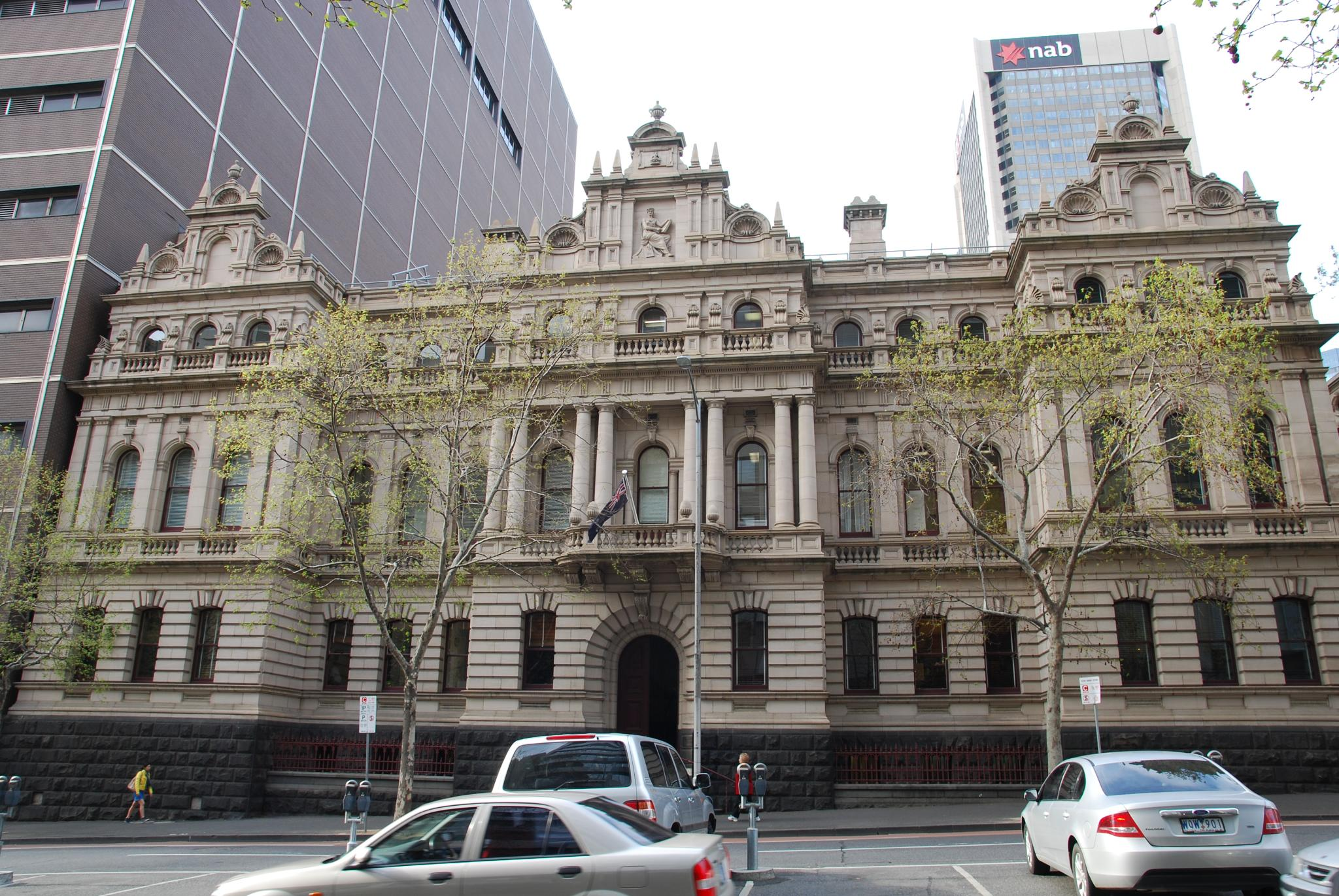
Tribunal Suprem de Victòria, a Austràlia.

Quan es consideren casos en apel·lació, els tribunals d'apel·lació generalment confirmen, revoquen o anul·len la decisió d'un tribunal inferior. Alguns tribunals mantenen una doble funció, on consideren tant els recursos com els assumptes de "primera instància". Algunes jurisdiccions mantenen un sistema de tribunals d'apel·lació intermedis, que estan subjectes a la revisió dels tribunals d'apel·lació superiors. El tribunal d'apel·lació més alt d'una jurisdicció es pot anomenar "cort d'últim recurs".